# 第10偵察戦闘大隊
第10偵察戦闘大隊（だいじゅうていさつせんとうだいたい、JGSDF 10th Reconnaissance Combat Battalion）は、陸上自衛隊豊川駐屯地（愛知県豊川市）に駐屯する第10師団隷下の機甲科（偵察戦闘）部隊である。

## 概要
大隊長は2等陸佐が充てられ、第10師団の情報収集専任部隊として第10師団の行動に必要な情報を偵察警戒車、軽装甲機動車や偵察用オートバイなどの車両や各種偵察用器材を使用して情報収集する任務にあたる偵察中隊と機動戦闘車を装備し戦闘任務にあたる戦闘中隊からなる。

## 沿革
- 2024年（令和06年）3月21日：第10戦車大隊（今津駐屯地）および第10偵察隊（春日井駐屯地）を廃止・統合し、第10偵察戦闘大隊が豊川駐屯地において編成完結[1][2][3]。

## 部隊編成-
- 第10偵察戦闘大隊本部
- 本部管理中隊「10偵戦-本」：16式機動戦闘車、82式指揮通信車、1トン半救急車
- 偵察中隊「10偵戦-偵」：87式偵察警戒車、軽装甲機動車、偵察用オートバイ、地上レーダ装置1号(改) JTPS-P23
- 戦闘中隊「10偵戦-戦」：16式機動戦闘車、96式装輪装甲車、軽装甲機動車、偵察用オートバイ

## 主要装備
- 16式機動戦闘車
- 87式偵察警戒車
- 96式装輪装甲車
- 82式指揮通信車
- 軽装甲機動車
- 地上レーダ装置1号(改) JTPS-P23
- 偵察用オートバイ
- 1/2tトラック / 73式小型トラック

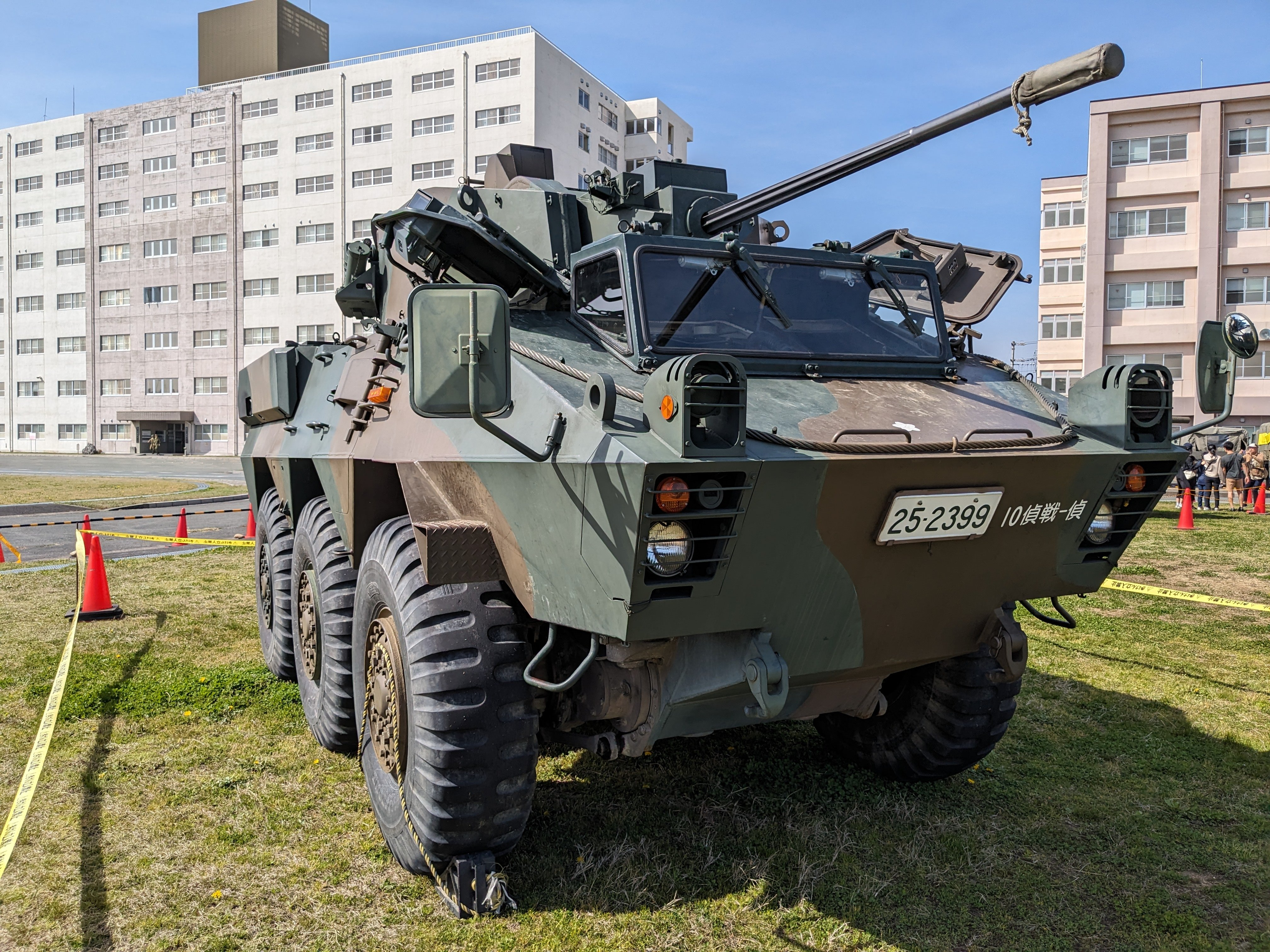
10偵戦-偵所属の87式偵察警戒車

- 1 1/2tトラック / 73式中型トラック
- 3 1/2tトラック / 73式大型トラック
- 1トン半救急車
- スカイレンジャー（UAV）
- 89式5.56mm小銃
- M6C-210（60mm迫撃砲）

## ギャラリー

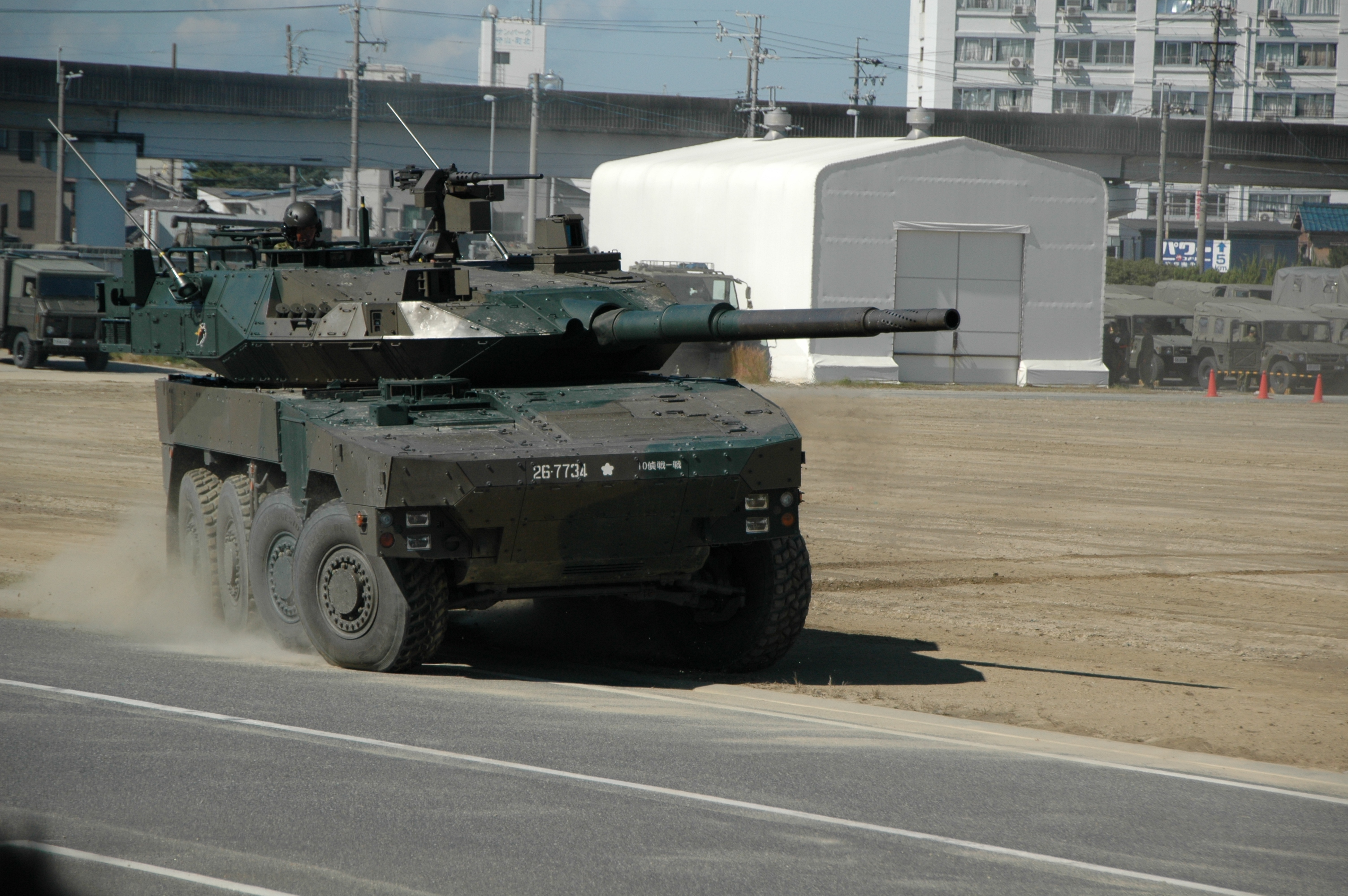
16式機動戦闘車の守山駐屯地式典での動的展示。2024年。
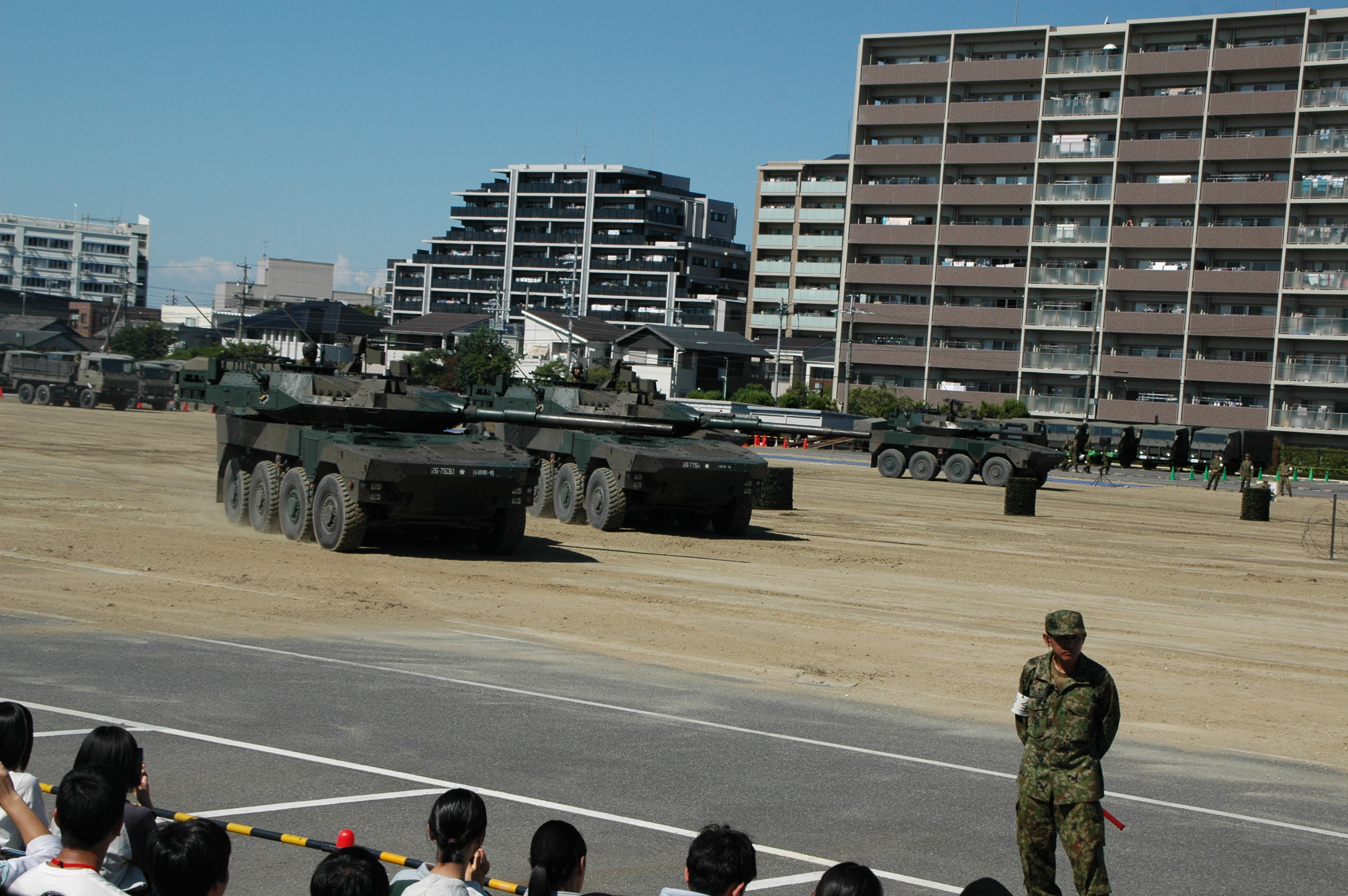
同上での模擬戦
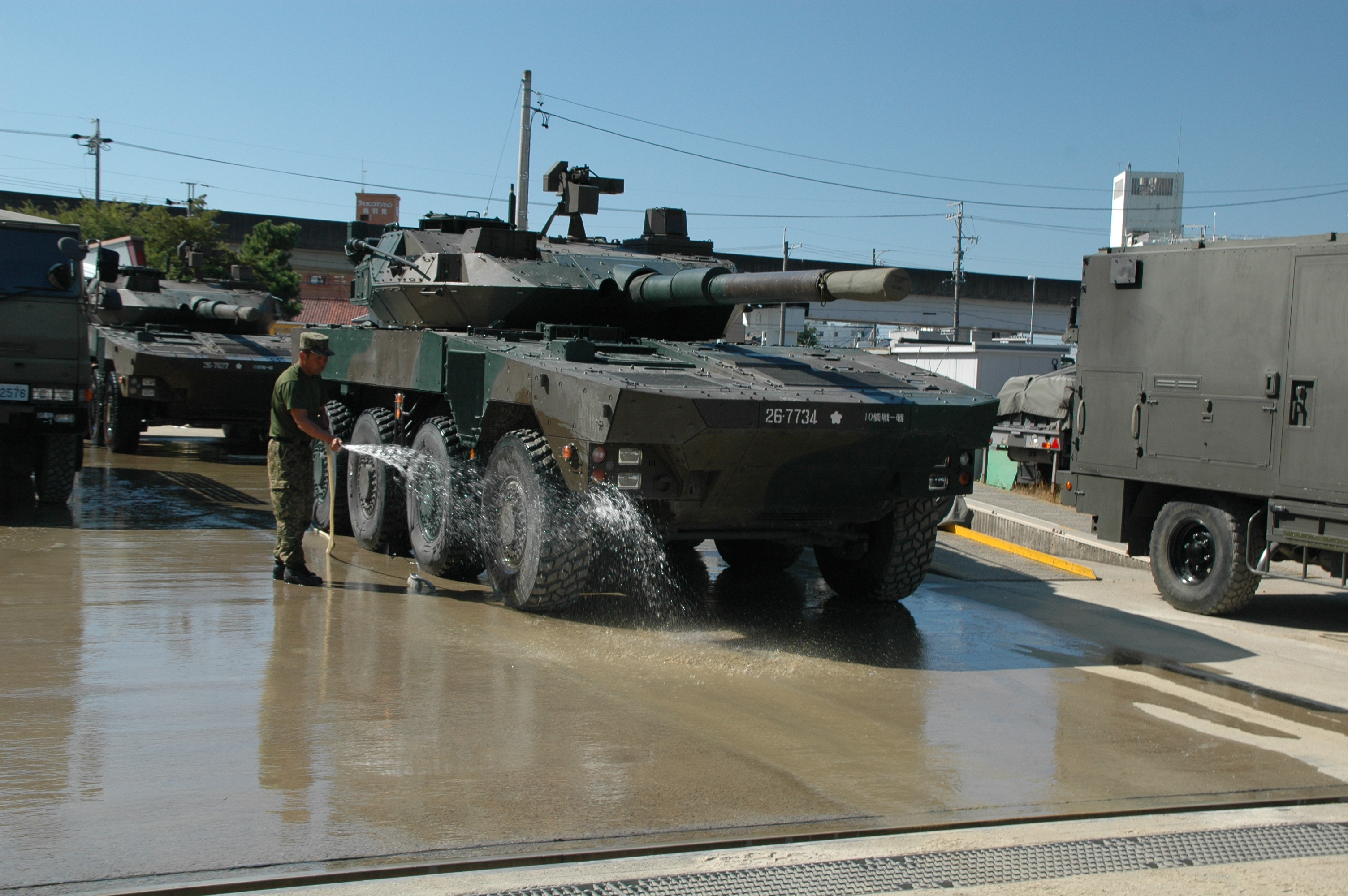
模擬戦後の洗浄
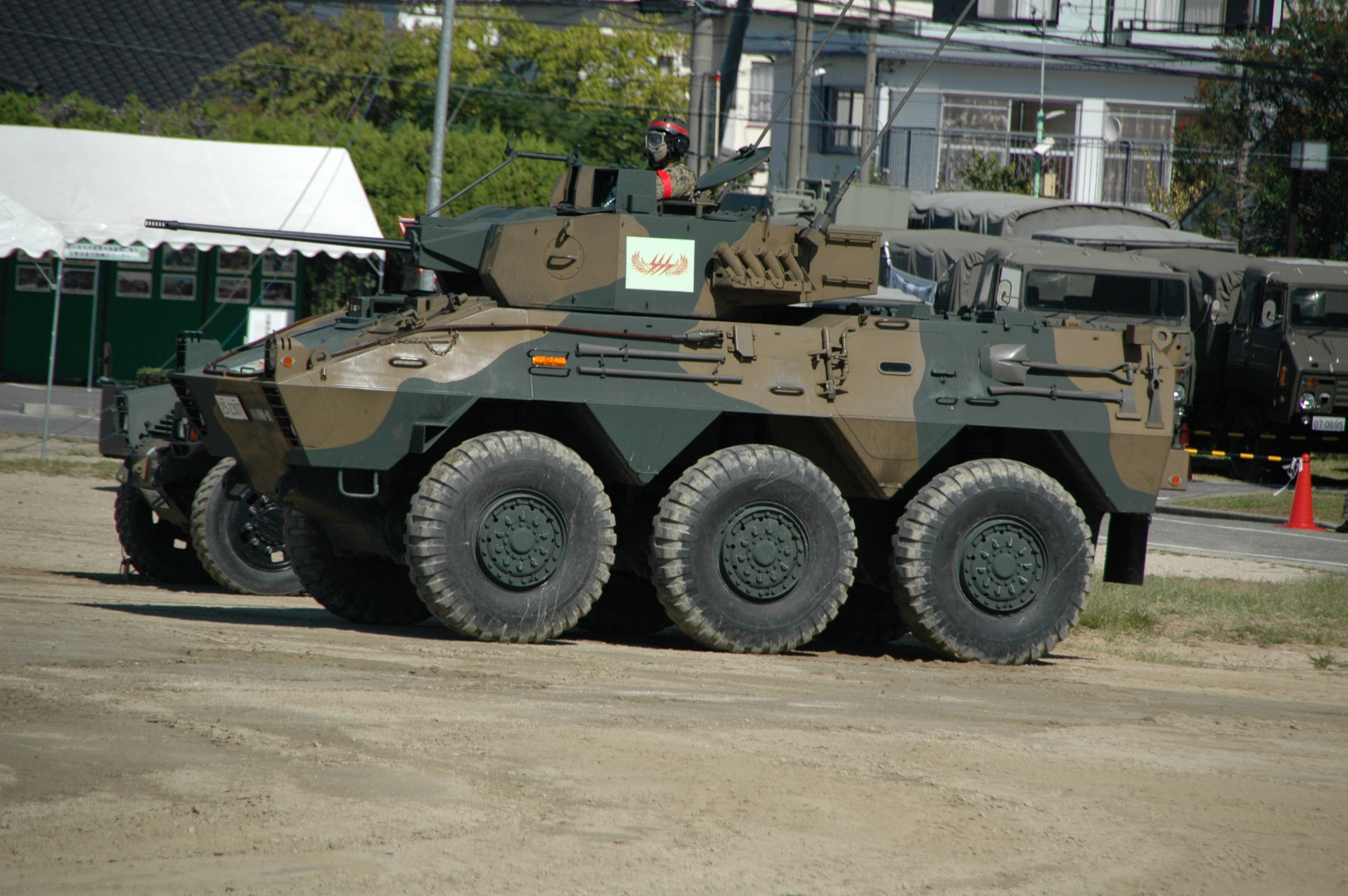
本部隊所属の87式偵察警戒車。守山駐屯地の記念式典・模擬戦において。敵部隊役のため部隊マークが変えられている。